# Teruki Miyamoto
Teruki Miyamoto (宮本 輝紀, Miyamoto Teruki, né le 26 décembre 1940 à Hiroshima au Japon et mort le 2 février 2000) est un footballeur japonais.
Il est médaillé de bronze aux Jeux olympiques d'été de 1968.